# Bunuri mobile din domeniul numismatică clasate în patrimoniul cultural național al României aflate în județul Teleorman
Acestă listă conține bunurile mobile din domeniul numismatică clasate în Patrimoniul cultural național al României aflate la momentul clasării în județul Teleorman.

## Tezaur
| Foto | Informații generale   | Detalii tehnice | Descriere | Deținător                             | Legături |
| ---- | --------------------- | --- | --- | ------------------------------------- | -------- |
|      | Denar                 | Datare: 148 a.Chr. Școală: Roman Descoperit: jud. Teleorman, com. Măgura, Valea Vâlcului Material: argint                | Descriere avers: Capul zeiței Roma, cu coif, spre dreapta; în spate, SARAN, de sus ăn jos; în față, X; înconjurat de cerc perlat Descriere revers: Dioscurii spre dreapta; dedesubt, M•ATIL Descriere exergă: ROMA Legendă revers: M-ATIL | Muzeul Județean Teleorman, Alexandria | Cimec    |
|      | Denar                 | Datare: 133 a.Chr. Descoperit: jud. Teleorman, com. Măgura, Valea Vâlcului Material: argint                              | Descriere avers: Capul zeiței Roma, cu coif, spre dreapta; în spate, X; înconjurat de cerc perlat Descriere revers: Jupiter în cvadrigă spre dreapta, ținând sceptrul și frâul în mâna stângă și fulgerul în mâna dreaptă; dedesubt, ROMA Descriere exergă: L-MINVCI Legendă revers: ROMA / L-MINVCI | Muzeul Județean Teleorman, Alexandria | Cimec    |
|      | Denar de tip serratus | Datare: 106 a.Chr. Descoperit: jud. Teleorman, com. Măgura, Valea Vâlcului Material: argint                              | Descriere avers: Capetele acolate și laureate ale Zeilor Penați, spre stânga; în fața lor, D ..., de sus în jos; cerc perlat Descriere revers: Două personaje masculine față în față, fiecare ținând o suliță în mâna stângă și arătând cu mâna dreaptî spre o scroafă dintre ei; deasupra, marcă de control Descriere exergă: [C-]SV ICI-C-F Legendă revers: [C-]SV ICI-C-F                                                                                  | Muzeul Județean Teleorman, Alexandria | Cimec    |
|      | Tetradrahmă           | Datare: Mijlocul secolului al II-lea a.Chr. Școală: Amphipolis Descoperit: jud. Teleorman, Videle Material: AR           | Descriere avers: Scut macedonean având în centru scutul zeiței Artemis Tauropolos spre dreapta Descriere revers: Măciucă spre dreapta având deasupra ΜAKEΔΟΝΩΝ și HP (în ligatură), iar dedesubt ΠΡΩΤΗΣ și N, totul înconjurat de o cunună de stejar Legendă revers: ΜAKEΔΟΝΩΝ ΠΡΩΤΗΣ | Muzeul Județean Teleorman, Alexandria | Cimec    |
|      | Tetradrahmă           | Datare: Mijlocul secolului al II-lea a.Chr. Școală: Amphipolis Descoperit: jud. Teleorman, Videle Material: AR           | Descriere avers: Scut macedonean având în centru scutul zeiței Artemis Tauropolos spre dreapta Descriere revers: Măciucă spre dreapta având deasupra ΜAKEΔΟΝΩΝ și Σ, Δ, Ι, Ρ în ligatură (revers, sus) respectiv dedesubt ΠΡΩΤΗΣ și monogramele T, K, Ρ (în ligatură) și T, M, Υ, Ω, R în ligatură (rev., jos), totul înconjurat de o cunună de stejar Legendă revers: ΜAKEΔΟΝΩΝ ΠΡΩΤΗΣ                                                                       | Muzeul Județean Teleorman, Alexandria | Cimec    |
|      | Tetradrahmă           | Datare: Mijlocul secolului I a.Chr. Școală: Thasos Descoperit: jud. Teleorman, Videle Material: AR                       | Descriere avers: Capul lui Dionysos cu cunună de iederă spre dreapta; cununa are trei frunze în sus și două în jos, două rozete deasupra frunții. Descriere revers: Herakles nud, în picioare, spre stânga, ținând în mâna dreaptă măciuca și pe brațul stâng blana leului din Nemeea; în câmp stânga Legendă revers: ΗΡΑΚΛΕΟΥΣ ΣΩΤΗΡΟΣ ΘΑΣΙΩΝ | Muzeul Județean Teleorman, Alexandria | Cimec    |
|      | Tetradrahmă           | Datare: Mijlocul secolului I a.Chr. Școală: Thasos Descoperit: jud. Teleorman, Videle Material: AR                       | Descriere avers: Capul lui Dionysos cu cunună de iederă spre dreapta; cununa are trei frunze în sus și două în jos, două rozete deasupra frunții. Descriere revers: Herakles nud, în picioare, spre stânga, ținând în mâna dreaptă măciuca și pe brațul stâng blana leului din Nemeea; în câmp stânga Legendă revers: ΗΡΑΚΛΕΟΥΣ ΣΩΤΗΡΟΣ ΘΑΣΙΩΝ | Muzeul Județean Teleorman, Alexandria | Cimec    |
|      | Tetradrahmă           | Datare: Mijlocul secolului I a.Chr. Școală: Thasos Descoperit: jud. Teleorman, Videle Material: AR                       | Descriere avers: Capul lui Dionysos cu cunună de iederă spre dreapta; cununa are trei frunze în sus și două în jos, două rozete deasupra frunții. Descriere revers: Herakles nud, în picioare, spre stânga, ținând în mâna dreaptă măciuca și pe brațul stâng blana leului din Nemeea; în câmp stânga Legendă revers: ΗΡΑΚΛΕΟΥΣ ΣΩΤΗΡΟΣ ΘΑΣΙΩΝ | Muzeul Județean Teleorman, Alexandria | Cimec    |
|      | Drahmă                | Datare: A doua jumătate a sec. I a.Chr. și primul sfert al sec. I a.Chr. Descoperit: jud. Teleorman, Videle Material: AR | Descriere avers: Capul lui Herakles, mult stilizat, spre dreapta; ceva mai clar redate sunt nasul și părul. Descriere revers: Zeus Aetophoros stând pe tron spre stânga, dar din imagine nu se păstrează decât urme vagi | Muzeul Județean Teleorman, Alexandria | Cimec    |
|      | Drahmă                | Datare: A doua jumătate a sec. I a.Chr. și primul sfert al sec. I a.Chr. Descoperit: jud. Teleorman, Videle Material: AR | Descriere avers: Capul lui Herakles, mult stilizat, spre dreapta; ceva mai clar redate sunt nasul, ochiul și părul. Descriere revers: Zeus Aetophoros stând pe tron spre stânga, dar din imagine nu se păstrează decât urme vagi | Muzeul Județean Teleorman, Alexandria | Cimec    |
|      | Drahmă                | Datare: A doua jumătate a sec. I a.Chr. și primul sfert al sec. I a.Chr. Descoperit: jud. Teleorman, Videle Material: AR | Descriere avers: Capul lui Herakles, mult stilizat, spre dreapta; ceva mai clar redate sunt nasul, ochiul și părul. Descriere revers: Zeus Aetophoros stând pe tron spre stânga, dar din imagine nu se păstrează decât urme vagi | Muzeul Județean Teleorman, Alexandria | Cimec    |
|      | Didrahmă              | Datare: Ultimele trei decenii sec. II a.Chr. și început sec. I a.Chr. Descoperit: jud. Teleorman, Videle Material: AR    | Descriere avers: Cap uman (Zeus?), mult stilizat, redat prin oval prelung, părul linii simple sau unghiulare, deasupra frunții grup de linii verticale paralele, nasul redat ca o linie, ochii, gura și bărbia redate prin globule. Descriere revers: Cal în galop spre stânga, cu capul rectangular, crupa rotundă, picioarele din linii cu globule dispuse la capete și articulații, călărețul redat prin triunghi din trei globule, cu vârful în sus.      | Muzeul Județean Teleorman, Alexandria | Cimec    |
|      | Didrahmă              | Datare: Ultimele trei decenii sec. II a.Chr. și început sec. I a.Chr. Descoperit: jud. Teleorman, Videle Material: AR    | Descriere avers: Cap uman (Zeus?), mult stilizat, redat prin oval prelung, părul linii simple sau unghiulare, deasupra frunții grup de linii verticale paralele, nasul redat ca o linie, ochii, gura și bărbia redate prin globule. Descriere revers: Cal în galop spre stânga, cu capul rectangular, crupa rotundă, picioarele din linii cu globule dispuse la capete și articulații, călărețul redat prin triunghi din trei globule, cu vârful în sus.      | Muzeul Județean Teleorman, Alexandria | Cimec    |
|      | Didrahmă              | Datare: Ultimele trei decenii sec. II a.Chr. și început sec. I a.Chr. Descoperit: jud. Teleorman, Videle Material: AR    | Descriere avers: Cap uman (Zeus?), mult stilizat, redat prin oval prelung, părul linii simple sau unghiulare, deasupra frunții grup de linii verticale paralele, nasul redat ca o linie, ochii, gura și bărbia redate prin globule. Descriere revers: Cal în galop spre stânga, cu capul rectangular, crupa rotundă, picioarele din linii cu globule dispuse la capete și articulații, călărețul redat prin triunghi din trei globule, cu vârful în sus.      | Muzeul Județean Teleorman, Alexandria | Cimec    |
|      | Didrahmă              | Datare: Ultimele trei decenii sec. II a.Chr. și început sec. I a.Chr. Descoperit: jud. Teleorman, Videle Material: AR    | Descriere avers: Cap uman (Zeus?), mult stilizat, redat prin oval prelung, părul linii simple sau unghiulare, deasupra frunții grup de linii verticale paralele, nasul redat ca o linie, ochii, gura și bărbia redate prin globule. Descriere revers: Cal în galop spre stânga, cu capul rectangular, crupa rotundă, picioarele din linii cu globule dispuse la capete și articulații, călărețul redat prin triunghi din trei globule, cu vârful în sus.      | Muzeul Județean Teleorman, Alexandria | Cimec    |
|      | Didrahmă              | Datare: Ultimele trei decenii sec. II a.Chr. și început sec. I a.Chr. Descoperit: jud. Teleorman, Videle Material: AR    | Descriere avers: Cap uman (Zeus ?) stilizat, cu părul redat din combinații de linii simple, unghiuri, ovale, ochiul un punct în cerc și fruntea o dungă reliefată Descriere revers: Cal în galop spre stânga, cu capul rectangular, crupa rotundă, picioarele din linii cu globule la capete și articulații și trei globule dispuse în unghi în locul călărețului                                                                                             | Muzeul Județean Teleorman, Alexandria | Cimec    |
|      | Didrahmă              | Datare: Ultimele trei decenii sec. II a.Chr. și început sec. I a.Chr. Descoperit: jud. Teleorman, Videle Material: AR    | Descriere avers: Cap uman (Zeus?), mult stilizat, redat prin oval prelung, părul linii simple sau unghiulare, deasupra frunții grup de linii verticale paralele, nasul redat ca o linie, ochii, gura și bărbia redate prin globule Descriere revers: Cal în galop spre stânga, cu capul rectangular, crupa rotundă, picioarele din linii cu globule dispuse la capete și articulații, călărețul redat prin linii paralele                                     | Muzeul Județean Teleorman, Alexandria | Cimec    |
|      | Didrahmă              | Datare: Ultimele trei decenii sec. II a.Chr. și început sec. I a.Chr. Descoperit: jud. Teleorman, Videle Material: AR    | Descriere avers: Cap uman (Zeus?), mult stilizat, redat prin oval prelung, părul linii simple sau unghiulare, deasupra frunții grup de linii verticale paralele, nasul redat ca o linie, ochii, gura și bărbia redate prin globule Descriere revers: Cal în galop spre stânga, cu capul rectangular, crupa rotundă, picioarele din linii cu globule dispuse la capete și articulații, călărețul redat prin linii paralele                                     | Muzeul Județean Teleorman, Alexandria | Cimec    |
|      | Didrahmă              | Datare: Ultimele trei decenii sec. II a.Chr. și început sec. I a.Chr. Descoperit: jud. Teleorman, Videle Material: AR    | Descriere avers: Cap uman (Zeus?), mult stilizat, redat prin oval prelung, părul linii simple sau unghiulare, deasupra frunții grup de linii verticale paralele, nasul redat ca o linie, ochii, gura și bărbia redate prin globule Descriere revers: Cal în galop spre stânga, cu capul rectangular, crupa rotundă, picioarele din linii cu globule dispuse la capete și articulații, călărețul redat prin linii paralele                                     | Muzeul Județean Teleorman, Alexandria | Cimec    |
|      | Didrahmă              | Datare: Ultimele trei decenii sec. II a.Chr. și început sec. I a.Chr. Descoperit: jud. Teleorman, Videle Material: AR    | Descriere avers: Cap uman (Zeus?), mult stilizat, redat prin oval prelung, părul linii simple sau unghiulare, deasupra frunții grup de linii verticale paralele, nasul redat ca o linie, ochii, gura și bărbia redate prin globule Descriere revers: Cal în galop spre stânga, cu capul rectangular, crupa rotundă, picioarele din linii cu globule dispuse la capete și articulații, călărețul redat prin linii paralele                                     | Muzeul Județean Teleorman, Alexandria | Cimec    |
|      | Didrahmă              | Datare: Ultimele trei decenii sec. II a.Chr. și început sec. I a.Chr. Descoperit: jud. Teleorman, Videle Material: AR    | Descriere avers: Cap uman (Zeus?), mult stilizat, redat prin oval prelung, părul linii simple sau unghiulare, deasupra frunții grup de linii verticale paralele, nasul redat ca o linie, ochii, gura și bărbia redate prin globule Descriere revers: Cal în galop spre stânga, cu capul rectangular, crupa rotundă, picioarele din linii cu globule dispuse la capete și articulații, călărețul redat prin linii paralele                                     | Muzeul Județean Teleorman, Alexandria | Cimec    |
|      | Didrahmă              | Datare: Ultimele trei decenii sec. II a.Chr. și început sec. I a.Chr. Descoperit: jud. Teleorman, Videle Material: AR    | Descriere avers: Cap uman (Zeus?), mult stilizat, redat prin oval prelung, părul linii simple sau unghiulare, deasupra frunții grup de linii verticale paralele, nasul redat ca o linie, ochii, gura și bărbia redate prin globule Descriere revers: Cal în galop spre stânga, cu capul rectangular, crupa rotundă, picioarele din linii cu globule dispuse la capete și articulații, călărețul redat prin linii paralele                                     | Muzeul Județean Teleorman, Alexandria | Cimec    |
|      | Didrahmă              | Datare: Ultimele trei decenii sec. II a.Chr. și început sec. I a.Chr. Descoperit: jud. Teleorman, Videle Material: AR    | Descriere avers: Cap uman (Zeus?), mult stilizat, redat prin oval prelung, părul linii simple sau unghiulare, deasupra frunții grup de linii verticale paralele, nasul redat ca o linie, ochii, gura și bărbia redate prin globule Descriere revers: Cal în galop spre stânga, cu capul rectangular, crupa rotundă, picioarele din linii cu globule dispuse la capete și articulații, călărețul redat prin linii paralele                                     | Muzeul Județean Teleorman, Alexandria | Cimec    |
|      | Didrahmă              | Datare: Ultimele trei decenii sec. II a.Chr. și început sec. I a.Chr. Descoperit: jud. Teleorman, Videle Material: AR    | Descriere avers: Cap uman (Zeus?), mult stilizat, redat prin oval prelung, părul linii simple sau unghiulare, deasupra frunții grup de linii verticale paralele, nasul redat ca o linie, ochii, gura și bărbia redate prin globule Descriere revers: Cal în galop spre stânga, cu capul rectangular, crupa rotundă, picioarele din linii cu globule dispuse la capete și articulații, călărețul redat prin linii paralele                                     | Muzeul Județean Teleorman, Alexandria | Cimec    |
|      | Didrahmă              | Datare: Ultimele trei decenii sec. II a.Chr. și început sec. I a.Chr. Descoperit: jud. Teleorman, Videle Material: AR    | Descriere avers: Cap uman (Zeus?), mult stilizat, redat prin oval prelung, părul linii simple sau unghiulare, deasupra frunții grup de linii verticale paralele, nasul redat ca o linie, ochii, gura și bărbia redate prin globule Descriere revers: Cal în galop spre stânga, cu capul rectangular, crupa rotundă, picioarele din linii cu globule dispuse la capete și articulații, călărețul redat prin linii paralele                                     | Muzeul Județean Teleorman, Alexandria | Cimec    |
|      | Didrahmă              | Datare: Ultimele trei decenii sec. II a.Chr. și început sec. I a.Chr. Descoperit: jud. Teleorman, Videle Material: AR    | Descriere avers: Cap uman (Zeus?), mult stilizat, redat prin oval prelung, părul linii simple sau unghiulare, deasupra frunții grup de linii verticale paralele, nasul redat ca o linie, ochii, gura și bărbia redate prin globule Descriere revers: Cal în galop spre stânga, cu capul rectangular, crupa rotundă, picioarele din linii cu globule dispuse la capete și articulații, călărețul redat prin triunghi format din trei globule, cu vârful în sus | Muzeul Județean Teleorman, Alexandria | Cimec    |
|      | Didrahmă              | Datare: Ultimele trei decenii sec. II a.Chr. și început sec. I a.Chr. Descoperit: jud. Teleorman, Videle Material: AR    | Descriere avers: Cap uman (Zeus?), mult stilizat, redat prin oval prelung, părul linii simple sau unghiulare, deasupra frunții grup de linii verticale paralele, nasul redat ca o linie, ochii, gura și bărbia redate prin globule Descriere revers: Cal în galop spre stânga, cu capul rectangular, crupa rotundă, picioarele din linii cu globule dispuse la capete și articulații, călărețul redat prin triunghi format din trei globule, cu vârful în sus | Muzeul Județean Teleorman, Alexandria | Cimec    |
|      | Didrahmă              | Datare: Ultimele trei decenii sec. II a.Chr. și început sec. I a.Chr. Descoperit: jud. Teleorman, Videle Material: AR    | Descriere avers: Cap uman (Zeus?), mult stilizat, redat prin oval prelung, părul linii simple sau unghiulare, deasupra frunții grup de linii verticale paralele, nasul redat ca o linie, ochii, gura și bărbia redate prin globule Descriere revers: Cal în galop spre stânga, cu capul rectangular, crupa rotundă, picioarele din linii cu globule dispuse la capete și articulații, călărețul redat prin triunghi format din trei globule, cu vârful în sus | Muzeul Județean Teleorman, Alexandria | Cimec    |
|      | Didrahmă              | Datare: Ultimele trei decenii sec. II a.Chr. și început sec. I a.Chr. Descoperit: jud. Teleorman, Videle Material: AR    | Descriere avers: Cap uman (Zeus?), mult stilizat, redat prin oval prelung, părul linii simple sau unghiulare, deasupra frunții grup de linii verticale paralele, nasul redat ca o linie, ochii, gura și bărbia redate prin globule Descriere revers: Cal în galop spre stânga, cu capul rectangular, crupa rotundă, picioarele din linii cu globule dispuse la capete și articulații, călărețul redat prin triunghi format din trei globule, cu vârful în sus | Muzeul Județean Teleorman, Alexandria | Cimec    |
|      | Didrahmă              | Datare: Ultimele trei decenii sec. II a.Chr. și început sec. I a.Chr. Descoperit: jud. Teleorman, Videle Material: AR    | Descriere avers: Cap uman (Zeus?), mult stilizat, redat prin oval prelung, părul linii simple sau unghiulare, deasupra frunții grup de linii verticale paralele, nasul redat ca o linie, ochii, gura și bărbia redate prin globule Descriere revers: Cal în galop spre stânga, cu capul rectangular, crupa rotundă, picioarele din linii cu globule dispuse la capete și articulații, călărețul redat prin patru globule                                      | Muzeul Județean Teleorman, Alexandria | Cimec    |
|      | Didrahmă              | Datare: Ultimele trei decenii sec. II a.Chr. și început sec. I a.Chr. Descoperit: jud. Teleorman, Videle Material: AR    | Descriere avers: Cap uman (Zeus?), mult stilizat, redat prin oval prelung, părul linii simple sau unghiulare, deasupra frunții grup de linii verticale paralele, nasul redat ca o linie, ochii, gura și bărbia redate prin globule Descriere revers: Cal în galop spre stânga, cu capul rectangular, crupa rotundă, picioarele din linii cu globule dispuse la capete și articulații, călărețul redat prin triunghi format din trei globule, cu vârful în sus | Muzeul Județean Teleorman, Alexandria | Cimec    |
|      | Didrahmă              | Datare: Ultimele trei decenii sec. II a.Chr. și început sec. I a.Chr. Descoperit: jud. Teleorman, Videle Material: AR    | Descriere avers: Cap uman (Zeus?), mult stilizat, redat prin oval prelung, părul linii simple sau unghiulare, deasupra frunții grup de linii verticale paralele, nasul redat ca o linie, ochii, gura și bărbia redate prin globule Descriere revers: Cal în galop spre stânga, cu capul rectangular, crupa rotundă, picioarele din linii cu globule dispuse la capete și articulații, călărețul redat prin triunghi format din trei globule, cu vârful în sus | Muzeul Județean Teleorman, Alexandria | Cimec    |
|      | Didrahmă              | Datare: Ultimele trei decenii sec. II a.Chr. și început sec. I a.Chr. Descoperit: jud. Teleorman, Videle Material: AR    | Descriere avers: Cap uman (Zeus?), mult stilizat, redat prin oval prelung, părul linii simple sau unghiulare, deasupra frunții grup de linii verticale paralele, nasul redat ca o linie, ochii, gura și bărbia redate prin globule Descriere revers: Cal în galop spre stânga, cu capul rectangular, crupa rotundă, picioarele din linii cu globule dispuse la capete și articulații, călărețul redat prin triunghi format din trei globule, cu vârful în sus | Muzeul Județean Teleorman, Alexandria | Cimec    |
|      | Didrahmă              | Datare: Ultimele trei decenii sec. II a.Chr. și început sec. I a.Chr. Descoperit: jud. Teleorman, Videle Material: AR    | Descriere avers: Cap uman (Zeus?), mult stilizat, redat prin oval prelung, părul linii simple sau unghiulare, deasupra frunții grup de linii verticale paralele, nasul redat ca o linie, ochii, gura și bărbia redate prin globule Descriere revers: Cal în galop spre stânga, cu capul rectangular, crupa rotundă, picioarele din linii cu globule dispuse la capete și articulații, călărețul redat prin triunghi format din trei globule, cu vârful în sus | Muzeul Județean Teleorman, Alexandria | Cimec    |
|      | Didrahmă              | Datare: Ultimele trei decenii sec. II a.Chr. și început sec. I a.Chr. Descoperit: jud. Teleorman, Videle Material: AR    | Descriere avers: Cap uman (Zeus?), mult stilizat, redat prin oval prelung, părul linii simple sau unghiulare, deasupra frunții grup de linii verticale paralele, nasul redat ca o linie, ochii, gura și bărbia redate prin globule Descriere revers: Cal în galop spre stânga, cu capul rectangular, crupa rotundă, picioarele din linii cu globule dispuse la capete și articulații, călărețul redat prin triunghi format din trei globule, cu vârful în sus | Muzeul Județean Teleorman, Alexandria | Cimec    |
|      | Didrahmă              | Datare: Ultimele trei decenii sec. II a.Chr. și început sec. I a.Chr. Descoperit: jud. Teleorman, Videle Material: AR    | Descriere avers: Cap uman (Zeus?), mult stilizat, redat prin oval prelung, părul linii simple sau unghiulare, deasupra frunții grup de linii verticale paralele, nasul redat ca o linie, ochii, gura și bărbia redate prin globule Descriere revers: Cal în galop spre stânga, cu capul rectangular, crupa rotundă, picioarele din linii cu globule dispuse la capete și articulații, călărețul redat prin triunghi format din trei globule, cu vârful în sus | Muzeul Județean Teleorman, Alexandria | Cimec    |
|      | Didrahmă              | Datare: Ultimele trei decenii sec. II a.Chr. și început sec. I a.Chr. Descoperit: jud. Teleorman, Videle Material: AR    | Descriere avers: Cap uman (Zeus?), mult stilizat, redat prin oval prelung, părul linii simple sau unghiulare, deasupra frunții grup de linii verticale paralele, nasul redat ca o linie, ochii, gura și bărbia redate prin globule Descriere revers: Cal în galop spre stânga, cu capul rectangular, crupa rotundă, picioarele din linii cu globule dispuse la capete și articulații, călărețul redat prin triunghi format din trei globule, cu vârful în sus | Muzeul Județean Teleorman, Alexandria | Cimec    |
|      | Didrahmă              | Datare: Ultimele trei decenii sec. II a.Chr. și început sec. I a.Chr. Descoperit: jud. Teleorman, Videle Material: AR    | Descriere avers: Cap uman (Zeus?), mult stilizat, redat prin oval prelung, părul linii simple sau unghiulare, deasupra frunții grup de linii verticale paralele nu mai e vizibil, nasul redat ca o linie, ochii, gura și bărbia redate prin globule Descriere revers: Cal în galop spre stânga, cu capul rectangular, crupa rotundă, picioarele din linii cu globule dispuse la capete și articulații, călărețul redat prin linie frântă și două globule      | Muzeul Județean Teleorman, Alexandria | Cimec    |
|      | Drahmă                | Datare: A doua jumătate a sec. I a.Chr. și primul sfert sec. I a.Chr. Descoperit: jud. Teleorman, Videle Material: AR    | Descriere avers: Capul lui Herakles, mult stilizat, spre dreapta; ceva mai clar redate sunt nasul, ochiul și părul Descriere revers: Zeus Aetophoros stând pe tron spre stânga, dar din imagine nu se păstrează decât urme vagi | Muzeul Județean Teleorman, Alexandria | Cimec    |
|      | Drahmă                | Datare: A doua jumătate a sec. I a.Chr. și primul sfert sec. I a.Chr. Descoperit: jud. Teleorman, Videle Material: AR    | Descriere avers: Capul lui Herakles, mult stilizat, spre dreapta; ceva mai clar redate sunt nasul, ochiul și părul Descriere revers: Zeus Aetophoros stând pe tron spre stânga, dar din imagine nu se păstrează decât urme vagi | Muzeul Județean Teleorman, Alexandria | Cimec    |
|      | Drahmă                | Datare: A doua jumătate a sec. I a.Chr. și primul sfert sec. I a.Chr. Descoperit: jud. Teleorman, Videle Material: AR    | Descriere avers: Capul lui Herakles, mult stilizat, spre dreapta; ceva mai clar redate sunt nasul, ochiul și părul Descriere revers: Zeus Aetophoros stând pe tron spre stânga, dar din imagine nu se păstrează decât urme vagi | Muzeul Județean Teleorman, Alexandria | Cimec    |
|      | Drahmă                | Datare: A doua jumătate a sec. I a.Chr. și primul sfert sec. I a.Chr. Descoperit: jud. Teleorman, Videle Material: AR    | Descriere avers: Capul lui Herakles, mult stilizat, spre dreapta; ceva mai clar redate sunt nasul, ochiul și părul Descriere revers: Zeus Aetophoros stând pe tron spre stânga, dar din imagine nu se păstrează decât urme vagi | Muzeul Județean Teleorman, Alexandria | Cimec    |
|      | Tetradrahmă           | Datare: Mijlocul secolului al doilea a.Chr. Școală: Amphipolis Descoperit: jud. Teleorman, Videle Material: AR           | Descriere avers: Scut macedonean având în centru scutul zeiței Artemis Tauropolos spre dreapta Descriere revers: Măciucă spre dreapta având deasupra ΜAKEΔΟΝΩΝ și HP în ligatură (revers, sus) respectiv dedesubt ΠΡΩΤΗΣ totul înconjurat de o cunună de stejar Legendă revers: ΜAKEΔΟΝΩΝ ΠΡΩΤΗΣ | Muzeul Județean Teleorman, Alexandria | Cimec    |
|      | Tetradrahmă           | Datare: Mijlocul secolului al doilea a.Chr. Școală: Amphipolis Descoperit: jud. Teleorman, Videle Material: AR           | Descriere avers: Scut macedonean având în centru scutul zeiței Artemis Tauropolos spre dreapta Descriere revers: Măciucă spre dreapta având deasupra ΜAKEΔΟΝΩΝ și HP în ligatură (revers, sus) respectiv dedesubt ΠΡΩΤΗΣ totul înconjurat de o cunună de stejar Legendă revers: ΜAKEΔΟΝΩΝ ΠΡΩΤΗΣ | Muzeul Județean Teleorman, Alexandria | Cimec    |
|      | Tetradrahmă           | Datare: Mijlocul secolului al doilea a.Chr. Școală: Amphipolis Descoperit: jud. Teleorman, Videle Material: AR           | Descriere avers: Scut macedonean având în centru scutul zeiței Artemis Tauropolos spre dreapta Descriere revers: Măciucă spre dreapta având deasupra ΜAKEΔΟΝΩΝ și în ligatură (revers, sus) respectiv dedesubt ΠΡΩΤΗΣ și în ligatură monogramele T, K, P în ligatură și T, H, Y, M, E în ligatură (revers, jos); totul înconjurat de o cunună de stejar Legendă revers: ΜAKEΔΟΝΩΝ ΠΡΩΤΗΣ                                                                      | Muzeul Județean Teleorman, Alexandria | Cimec    |
|      | Tetradrahmă           | Datare: Mijlocul secolului al doilea a.Chr. Școală: Amphipolis Descoperit: jud. Teleorman, Videle Material: AR           | Descriere avers: Scut macedonean având în centru scutul zeiței Artemis Tauropolos spre dreapta Descriere revers: Măciucă spre dreapta având deasupra ΜAKEΔΟΝΩΝ și în ligatură (revers, sus) respectiv dedesubt ΠΡΩΤΗΣ și în ligatură monogramele T, K, P în ligatură și T, H, Y, M, E în ligatură (revers, jos); totul înconjurat de o cunună de stejar Legendă revers: ΜAKEΔΟΝΩΝ ΠΡΩΤΗΣ                                                                      | Muzeul Județean Teleorman, Alexandria | Cimec    |
|      | Tetradrahmă           | Datare: Mijlocul secolului al doilea a.Chr. Școală: Amphipolis Descoperit: jud. Teleorman, Videle Material: AR           | Descriere avers: Scut macedonean având în centru scutul zeiței Artemis Tauropolos spre dreapta Descriere revers: Măciucă spre dreapta având deasupra ΜAKEΔΟΝΩΝ și în ligatură (revers, sus) respectiv dedesubt ΠΡΩΤΗΣ și în ligatură monogramele T, K, P în ligatură și T, H, Y, M, E în ligatură (revers, jos); totul înconjurat de o cunună de stejar Legendă revers: ΜAKEΔΟΝΩΝ ΠΡΩΤΗΣ                                                                      | Muzeul Județean Teleorman, Alexandria | Cimec    |
|      | Tetradrahmă           | Datare: Mijlocul secolului al doilea a.Chr. Școală: Amphipolis Descoperit: jud. Teleorman, Videle Material: AR           | Descriere avers: Scut macedonean având în centru scutul zeiței Artemis Tauropolos spre dreapta Descriere revers: Măciucă spre dreapta având deasupra ΜAKEΔΟΝΩΝ și în ligatură (revers, sus) respectiv dedesubt ΠΡΩΤΗΣ și în ligatură monogramele T, K, P în ligatură și M, Y, T, E în ligatură (revers, jos); totul înconjurat de o cunună de stejar Legendă revers: ΜAKEΔΟΝΩΝ ΠΡΩΤΗΣ                                                                         | Muzeul Județean Teleorman, Alexandria | Cimec    |